# AMD FirePro
AMD Fireシリーズ（FirePro、FireGL、FireMV、FireStream）は、AMD社（旧ATI社）の業務用グラフィックスアクセラレータ (GPU) のひとつである。ATIブランドが消滅する前の旧称は「ATI Fireシリーズ」であった。
同社のコンシューマー向けGPUであるAMD Radeonとのブランド統合戦略の一環として、2013年にはクラウドゲームサーバー向けのAMD Radeon Skyが、そして2016年にはクリエイター向けのAMD Radeon ProおよびHPC/機械学習向けのRadeon Instinctが発表された。

## 概要
AMD Fireシリーズはワークステーション用途やHPC用途など業務用として設計され、OpenGLおよびGPGPU用に最適化されている。その代わりに、AMD Radeonと比較してDirect3Dに関する性能は犠牲になっている場合が多い。
日本国外においては産業用ロボットなど工業製品をはじめ、CAD、HPC、金融、CG映像、建築/設計、DTP、研究開発環境において幅広く採用されている。
日本における保証、サポートは、ゲーム向けビデオカードと異なり2年間修理・交換保証、専任技術者による電子メールによるサポート窓口を設けている場合が多い。海外においては、専門技術者、ヘルプデスクが常駐するコールセンターが設けられている。
主な競合製品として、NVIDIA社のNVIDIA QuadroおよびNVIDIA Teslaがある。
なお3Dゲームなどのコンシューマー向けには、FireProとは別にMicrosoft DirectX (Direct3D) に最適化されたAMD Radeonシリーズが存在する。
DirectX 11 (DirectCompute) や、OpenCLに対応しているFirePro製品は、AMD Streamテクノロジーを基盤として汎用演算用途（GPGPU）に利用することもできる。
デバイスドライバーおよびユーティリティ群は、以前は「AMD Catalyst Pro」という名称で提供されていたが、バージョン16.Q4からは、Catalyst Proの後継として「FirePro and Radeon Pro Software」という名称となった。
FirePro WシリーズやSシリーズ以降すなわちGraphics Core Next (GCN) アーキテクチャ採用世代のFireProは、一部製品（W600）を除いてほぼすべて、OpenGL 4.4に対応している。最新のRadeon Pro SoftwareはOpenGL 4.5およびVulkan 1.1に対応しているが、ハードウェアごとの対応状況については明記されていないものもある。
Windows 10に搭載されるDirectX 12およびDirectX 11.3に関しては、すべてのGCNアーキテクチャ採用世代においてAPIレベルでサポートされる。機能レベル (Feature Level) に関しては、FirePro W9100などのGCN第2世代（GCN 1.1）以降でFeature Level 12_0までをサポートすることになる。詳しくはen:Direct3Dおよびen:Feature levels in Direct3Dを参照のこと。
なお、AMD OpenCL 2.0ドライバーはGCN第1世代（GCN 1.0）以降のAMDグラフィックス製品と互換性があるが、GCN第1世代はOpenCL 1.2どまりとなり、OpenCL 2.0に対応するのはGCN第2世代（GCN 1.1）以降となる。
2016年に後継である Radeon Pro が登場し、FirePro を置き換えた。

## 名称
業務用ビデオカードの製品ラインナップに、3Dグラフィックス市場向けのATI FireGLと、高度な2Dグラフィックス処理向けのATI FireMVが以前から存在したが、ATI FireProの名称で統一される方針がAMDから示された。さらにATIブランドの消滅・統合を受けて、AMD FireProの名称に切り替わった。

## FireProシリーズ

### FirePro 3D Graphics Accelerators
「FirePro 3Dシリーズ」とも呼ばれる。主に3Dグラフィックスを扱うワークステーション向けビデオカード製品に搭載される。FireGLの置き換えとして発表された。
CAD、建築/設計（AEC）、デジタルコンテンツ制作（DCC）アプリケーション分野において、各種認証を取得している。10ビット表示（RGB合計30ビット、約10億色）にも対応しており、10ビット表示対応モニターとDisplayPortによる接続を行なったのち、AMD Catalystドライバーユーティリティによって設定を有効化することで、Adobe Photoshop CS4などの対応ソフトウェアでの10ビット表示が可能となる。
なお、製品基板はゲーム用として開発・販売されているRadeonシリーズに使われているものをベースとしてカスタマイズされており、OpenGLサポートを強化しているほか、耐久度、信頼性を上げるため基板上のチップがより長寿命、耐久性の高いものへと置き換えられている場合がある。また、ゲーム用3Dグラフィック性能をあえて下げることで省電力化を図っている製品もあるとされる。上位製品はECCメモリにも対応する。
Graphics Core Next (GCN) 世代のRadeonではMantleと呼ばれるAMD独自のローレベルAPIにも対応しているが、FireProもGCN世代でMantleをサポートすることが発表された。
| モデル        | 年        | コードネーム       | 製造プロセス (nm) | バス インターフェイス | メモリ サイズ (MB) | 定格クロック (MHz) | 定格クロック (MHz) | シェーダー数 | フィルレート    | フィルレート      | メモリ      | メモリ | メモリ   | 処理能力 GFLOPs | 処理能力 GFLOPs | 対応API            | 対応API | 対応API | TDP (W) | 備考                                     |
| モデル        | 年        | コードネーム       | 製造プロセス (nm) | バス インターフェイス | メモリ サイズ (MB) | コア               | メモリ             | シェーダー数 | ピクセル (GP/s) | テクスチャ (GT/s) | 帯域 (GB/s) | タイプ | 幅 (bit) | 単精度          | 倍精度          | DirectX            | OpenGL  | OpenCL  | TDP (W) | 備考                                     |
| ------------- | --------- | ------------------ | ----------------- | --------------------- | ------------------ | ------------------ | ------------------ | ------------ | --------------- | ----------------- | ----------- | ------ | -------- | --------------- | --------------- | ------------------ | ------- | ------- | ------- | ---------------------------------------- |
| FirePro V3700 | 2008 8月  | RV620              | 55                | PCIe 2.0 x16          | 256                | 800                | 950                | 40           | 3.2             | 6.4               | 15.2        | GDDR3  | 64       | 64              | 12.8            | 10.1               | 3.0     | -       | 32      | UVD+, PowerPlay                          |
| FirePro V3750 | 2008 9月  | RV730              | 55                | PCIe 2.0 x16          | 256                | 550                | 750                | 320          | 4.4             | 17.6              | 24          | GDDR3  | 128      | 352             | 70.4            | 10.1               | 3.3     | -       | 48      | UVD2, PowerPlay                          |
| FirePro V3800 | 2010 4月  | Redwood Pro(RV830) | 40                | PCIe 2.1 x16          | 512                | 650                | 900                | 400          | 5.2             | 13                | 14.4        | GDDR3  | 64       | 520             | 104             | 11.0               | 4.1     | 1.1     | 43      | UVD2, PowerPlay, Eyefinity               |
| FirePro V3900 | 2012 2月  | Turks GL           | 40                | PCIe 2.0 x16          | 1024               | 650                | 900                | 480          | 5.2             | 15.6              | 28.8        | GDDR3  | 128      | 624             | ?               | 11.2 API (FL:11_0) | 4.4     | 1.2     | 50      | ?                                        |
| FirePro V4800 | 2010 4月  | Redwood XT(RV830)  | 40                | PCIe 2.1 x16          | 1024               | 775                | 1000               | 400          | 6.2             | 15.5              | 64          | GDDR5  | 128      | 620             | 124             | 11.0               | 4.1     | 1.1     | 69      | UVD2, PowerPlay, Eyefinity               |
| FirePro V4900 | 2011 11月 | Turks XT GL        | 40                | PCIe 2.0 x16          | 1024               | 800                | 1000               | 480          | 6.4             | 19.2              | 64          | GDDR5  | 128      | 768             | ?               | 11.2 API (FL:11_0) | 4.4     | 1.2     | 75      | ?                                        |
| FirePro V5700 | 2008 8月  | RV730              | 55                | PCIe 2.0 x16          | 512                | 700                | 900                | 320          | 5.6             | 22.4              | 28.8        | GDDR3  | 128      | 448             | 89.6            | 10.1               | 3.3     | -       | 58      | UVD2, PowerPlay                          |
| FirePro V5800 | 2010 4月  | Juniper XT(RV840)  | 40                | PCIe 2.1 x16          | 1024               | 700                | 1000               | 800          | 11.2            | 28                | 64          | GDDR5  | 128      | 1120            | 224             | 11.0               | 4.1     | 1.1     | 74      | UVD2, PowerPlay, Eyefinity               |
| FirePro V5900 | 2011 5月  | Cayman LE GL       | 40                | PCIe 2.1 x16          | 2048               | 600                | 500                | 512          | 19.2            | 19.2              | 64          | GDDR5  | 256      | 610             | 154             | 11.0               | 4.1     | 1.1     | 75      | HD3D, UVD3, DP 1.2, PowerPlay, Eyefinity |
| FirePro V7750 | 2009 3月  | RV730              | 55                | PCIe 2.0 x16          | 1024               | 800                | 900                | 320          | 6.4             | 25.6              | 28.8        | GDDR3  | 128      | 512             | 102.4           | 10.1               | 3.3     | -       | 76      | UVD2, PowerPlay                          |
| FirePro V7800 | 2010 4月  | Cypress Pro(RV870) | 40                | PCIe 2.1 x16          | 2048               | 700                | 1000               | 1440         | 22.4            | 50.4              | 128         | GDDR5  | 256      | 2016            | 403.2           | 11.0               | 4.1     | 1.1     | 138     | UVD2, PowerPlay, Eyefinity               |
| FirePro V7900 | 2011 5月  | Cayman Pro GL      | 40                | PCIe 2.1 x16          | 2048               | 725                | 1250               | 1280         | 23.2            | 58                | 160         | GDDR5  | 256      | 1860            | 464             | 11.0               | 4.1     | 1.1     | 150     | HD3D, UVD3, DP 1.2, PowerPlay, Eyefinity |
| FirePro V8700 | 2008 9月  | RV770 XT           | 55                | PCIe 2.0 x16          | 1024               | 750                | 850                | 800          | 12              | 30                | 108.8       | GDDR5  | 256      | 1200            | 240             | 10.1               | 3.3     | -       | 151     | UVD2, PowerPlay                          |
| FirePro V8750 | 2009 7月  | RV770 XT           | 55                | PCIe 2.0 x16          | 2048               | 750                | 900                | 800          | 12              | 30                | 115.2       | GDDR5  | 256      | 1200            | 240             | 10.1               | 3.3     | -       | 154     | UVD2, PowerPlay                          |
| FirePro V8800 | 2010 4月  | Cypress XT(RV870)  | 40                | PCIe 2.1 x16          | 2048               | 825                | 1150               | 1600         | 26.4            | 66                | 147.2       | GDDR5  | 256      | 2640            | 528             | 11.0               | 4.1     | 1.1     | 208     | UVD2, PowerPlay, Eyefinity               |
| FirePro V9800 | 2010 9月  | Cypress XT(RV870)  | 40                | PCIe 2.1 x16          | 4096               | 850                | 1150               | 1600         | 27.2            | 68                | 147.2       | GDDR5  | 256      | 2720            | 544             | 11.0               | 4.1     | 1.1     | 225     | UVD2, PowerPlay, Eyefinity               |

#### OpenGLへの最適化
AMD FirePro 3Dは、主にMicrosoft DirectX (Direct3D) に最適化されている同社の3Dゲーム向けグラフィックスカード製品であるRadeonシリーズと比べて、OpenGLに最適化されている。ハードウェア面でも信頼性・安定性や表示精度を重視した設計がなされているほか、ドライバーソフトウェアも（OpenGL APIが利用されることの多い）Adobe Photoshop、Autodesk 3ds MaxやSolidWorksといったプロフェッショナル向け・業務用途の画像処理ソフトウェア、統合型3DCGソフトウェアやCADソフトウェアに最適化されたものが提供されており、高負荷時のハンドリング性を向上するなど、運用時の安定性を確保できるようになっている。

### FirePro MULTI-VIEW 2D Display Accelerators
「FirePro Multi Viewシリーズ」とも呼ばれる。主に業務用2Dマルチビュー・アクセラレータに搭載される。FireMVの置き換えとして発表された。
各専門分野、業務環境において、マルチモニターシステムを構築することを念頭に設計されている。一般に販売されているゲーム向けビデオカードにおいてもマルチモニターに対応しているが、同製品においては多様なバスに対応している（PCI-Express ×16、×1、PCIバスなど）。また、単一カードでデュアル（2画面）およびクアッド（4画面）モニターを標準サポートする。
更に、複数のカードを搭載させることで4画面以上、最大10画面までマルチモニター環境をサポート。多機能マルチモニター制御ユーティリティーをセットアップすることでモニタ割り当てが容易になり、頻繁に使用するアプリケーションソフトウェアのウィンドウ位置を自由に配置・登録できる他、仮想デスクトップ環境を構築することも可能とされている。
海外では工業製品や大学など専門研究機関、銀行などの金融機関での採用例が多く小型端末にも搭載できるよう、カード長が短く、ロープロファイルに対応、TDP20W以下で比較的低消費電力などの特長を持つ。また、ミッションクリティカル業務を想定し「常時稼働」を前提とした製品設計がなされている。

## AMD FireStream/FirePro Sシリーズ
AMD FireStream/FirePro SはAMD RadeonのGPUコアをベースとして開発された、AMDのGPGPU専用製品である。

### 概要
汎用CPUに比べ、浮動小数点演算性能が非常に高く、HPC (High Performance Computing) 市場での使用に適した製品となっている。主な用途はシミュレーション、有限要素解析、計算機化学、高品質の画像レンダリング、金融における自動取引などであり、実行基盤テクノロジーとしてAMD Streamを使用する。
2006年11月に発表された、Radeon X1xxxシリーズのR5xxコアを用いたHPC向け浮動小数点演算アクセラレート用GPU「AMD Stream Processor」が初の製品である。その後、R6xxコアを採用し倍精度浮動小数点演算も実行可能になり、FireStream 9170 (R6xxコア、2007年)、FireStream 9250/9270 (R7xxコア、2008年)、FireStream 9350/9370 (R8xxコア、2010年) と新型コアを使用した製品を発売している。なおFireStream向けのGPGPU対応ソフトウェア開発キットとして、「AMD Accelerated Parallel Processing SDK」が公開されている（旧AMD Stream SDK／ATI Stream SDK。ATI Streamのリリース当初はFireStream専用の開発・実行環境だったが、のちにAMD RadeonでもGPGPUソフトウェアを開発・実行できるようになった）。
競合製品はNVIDIA Teslaだが、2013年時点で、AMD FireStreamシリーズはAMD FirePro Sシリーズとして、AMD FireProに吸収される形でブランドが統一されている。なおAMD FirePro S9000やS10000などはHPC用途ではあるが、完全に演算用途に特化した製品とは違ってディスプレイ出力機能を持っている。2014年に発売されたAMD FirePro S9100/S9150では倍精度演算性能が強化され、ハーフレートの倍精度演算性能を実現している（倍精度の理論演算性能は単精度の場合の1/2になっている）。

### 仕様と構成

#### AMD Stream Processorシリーズのラインアップ
| 世代    | 型式    | 同等の ビデオカード | GPUコア         | 最大 スレッド | コア       | コア                 | メモリ         | メモリ | メモリ           | メモリ       | メモリ               | 理論処理性能 (FLOPS) | 理論処理性能 (FLOPS) | ピークTDP (watts) | その他                |
| 世代    | 型式    | 同等の ビデオカード | GPUコア         | 最大 スレッド | SPU数 注1  | クロック周波数 (MHz) | 帯域幅 (GiB/s) | 種類   | バス帯域幅 (bit) | 転送量 (MiB) | クロック周波数 (MHz) | FP32 GFLOPs          | FP64 GFLOPs          | ピークTDP (watts) | その他                |
| ------- | ------- | ------------------- | --------------- | ------------- | ---------- | -------------------- | -------------- | ------ | ---------------- | ------------ | -------------------- | -------------------- | -------------------- | ----------------- | --------------------- |
| 1st 注2 | 580 /2U | Radeon X1900 XTX    | R580            | 512           | 48         | 600                  | 83.2           | GDDR3  | 256              | 1024         | 650                  | 375                  | N/A                  | ≦165              |                       |
| 2nd 注2 | 9170    | Radeon HD 3870      | RV670           | ?             | 64 (320)   | 800                  | 51.2           | GDDR3  | 256              | 2048         | 800                  | 512                  | 102.4 注3            | ≦105              |                       |
| 3rd 注2 | 9250    | Radeon HD 4850      | RV770           | 16,384        | 160 (800)  | 625                  | 63.5           | GDDR3  | 256              | 1024         | 993                  | 1000                 | 200 注3              | ≦150              |                       |
| 3rd 注2 | 9270    | Radeon HD 4870      | RV770           | 16,384        | 160 (800)  | 750                  | 108.8          | GDDR5  | 256              | 2048         | 850                  | 1200                 | 240 注3              | ＜160             |                       |
| 4th 注2 | 9350    | Radeon HD 5850      | Cypress (RV870) | 31,744        | 288 (1440) | 700                  | 128            | GDDR5  | 256              | 2048         | 1000                 | 2016                 | 403.2                | 150               | コードネーム: Kestrel |
| 4th 注2 | 9370    | Radeon HD 5870      | Cypress (RV870) | 31,744        | 320 (1600) | 825                  | 147.2          | GDDR5  | 256              | 4096         | 1150                 | 2640                 | 528                  | 225               | コードネーム: Osprey  |

注:
注1: カッコ内の数値はAMDが公表している、標準ALUと特殊機能ALUの数を合算した場合の値。ストリームプロセッシングユニット (SPU) の数は、DirectX 10 (Direct3D 10) 互換ハードウェア（統合型シェーダーアーキテクチャ世代）以降にのみ適用される。また、ATIのハードウェア実装におけるSPUはNVIDIAのTesla製品でのストリームプロセッサー (SP) 実装とはアーキテクチャ的に異なるものであることに注意すること。NVIDIA実装におけるSPは、プロセッサーコアのうち他の部分（グラフィックスクロック）よりも高いクロック周波数（CUDAコアクロック）で動作するホットクロックドメインを持つが、一方でATI実装のSPUはコア周波数と同じクロック周波数を持ち、ホットクロックドメインの機能はない。
注2: 第1世代の製品は、もともとATI FireStreamブランドを使用していたが、AMDによるATIの買収にともなうブランドの再構築活動の後にAMD Stream Processorにリブランドされた。ストリームプロセッシング製品のラインナップ下では、（最初のDirectX 10対応GPUである）R600ベースのAMD Stream Processor製品はリリースされなかったため、AMDは（DirectX 10.1対応GPUである）RV670ベースのAMD FireStream 9170をStream Processorの第2世代製品とみなして言及している（とはいえ、FireGL V8650と似た構成で、ビデオ出力機能を持たない試作品は公開実演されている）。FireGL 2007シリーズ（DirectX 10世代）以降、ハイエンドとウルトラハイエンドのFireGL製品はストリームプロセッシングのサポートを実装している。この機能は、すべてのATI FireProカードでも利用可能である。
注3: 単精度演算における理論値の1/5であると推定される。

## ATI Mobility FireProシリーズ
モバイルワークステーションなど、ハイエンドモバイルプラットフォームへの採用を前提に設計された製品群。小さな筐体に搭載するため低発熱、低消費電力などの特長がある。
かつては「Mobility FireGL」と呼ばれており、海外においても未だにMobility FireGLとの呼称が根強く残っており、Mobility FireProと混同されがちである。

## ATI FireGLシリーズ
FirePro 3D GRAPHICS Acceleratorsシリーズの従前製品であり、製品コンセプトは同じ。

## ATI FireMVシリーズ
FirePro MULTI-VIEW 2D Display Acceleratorsシリーズの従来製品であり、製品コンセプトは同じ。

## 日本における販売
日本ではエーキューブが代理店として機能しており、エーキューブからパートナー各社や販売店へ製品を供給している。なお、日本での販売において英語表記による正式名称ではわかりにくいため、「FirePro 3Dシリーズ」といった様に簡略化された呼び方が一般的である。